# Arsenal Dsjarschynsk
Der FK Arsenal Dsjarschynsk (belarussisch ФК Арсенал Дзяржынск) ist ein Fußballverein aus der belarussischen Stadt Dsjarschynsk.

## Geschichte
Der Verein wurde 2019 gegründet und startete ein Jahr später in der zweitklassigen Perschaja Liha. Nachdem man in der ersten Spielzeit den 4. Platz erreichte, gelang 2021 als Meister der Aufstieg in die Wyschejschaja Liha. Doch schon nach einer Spielzeit folgte wieder der Abstieg in die Zweitklassigkeit, als man in den Relegationsspielen gegen Zweitligist BK Maxline Rahatschou (3:2, 1:3) unterlag. Im nationalen Pokal war das Erreichen des Viertelfinales 2021 gegen den FK Tarpeda-BelAS Schodsina (0:3, 0:0) der bisher größte Erfolg des Vereins. 

## Erfolge
- Belarussischer Zweitligameister: 2021

## Platzierungen
| Saison | Liga | Spiele | S  | U | N  | Tore  | Punkte | Platz | bester Torschütze | Pokal         |
| 2020   | II.  | 26     | 13 | 7 | 6  | 41:28 | 46     | 4.    | Artem Kiyko (10)  | 2. Runde      |
| 2021   | II.  | 33     | 20 | 8 | 5  | 59:22 | 68     | 1.    | Artem Kiyko (14)  | Viertelfinale |
| 2022   | I.   | 30     | 5  | 8 | 17 | 18:42 | 23     | 14.   | 5 Spieler *       | Achtelfinale  |
| 2023   | II.  |        |    |   |    |       |        |       |                   |               |
| ------ | ---- | ------ | -- | - | -- | ----- | ------ | ----- | ----------------- | ------------- |

- 2022:  Evgeni Guletskiy,  Artem Kiyko,  Dzmitryj Maciaš,  Nikita Patsko,  Stanislav Sazonovich (je 2 Treffer)

## Stadion
Seine Heimspiele tragt der Verein im 1100 Zuschauer fassenden Stadyen Haradski in Dsjarschynsk aus.

## Alle Trainer
- Pavel Kirylchyk (2019–2022)
- Sergey Pavlyukovich (2023–heute)